# Rezerwat przyrody Grabowiec (województwo kujawsko-pomorskie)
Rezerwat przyrody Grabowiec – leśny rezerwat przyrody w gminie Świecie, w powiecie świeckim, w województwie kujawsko-pomorskim. Leży na południowo-wschodnim krańcu zwartego kompleksu leśnego Borów Tucholskich, w granicach Nadwiślańskiego Parku Krajobrazowego stanowiącego część Zespołu Parków Krajobrazowych nad Dolną Wisłą.
Rezerwat obejmuje 27,38 ha lasu i torfowisk. Został powołany Zarządzeniem Ministra Ochrony Środowiska, Zasobów Naturalnych i Leśnictwa z 25 lipca 1997 roku (M.P. z 1997 r. nr 56, poz. 535). Według aktu powołującego, celem ochrony rezerwatu jest zachowanie ze względów naukowych i dydaktycznych grądu zboczowego z chronionymi i rzadkimi gatunkami roślin zielnych.
Obszar rezerwatu podlega ochronie ścisłej (27,20 ha) i czynnej (0,18 ha).
Wzdłuż granicy rezerwatu prowadzi ścieżka edukacyjna „Grabowiec” o długości ok. 1,5 km.